# مارك أندرسون (لاعب كرة قدم أمريكية)
مارك أندرسون (بالإنجليزية: Mark Anderson)‏ هو لاعب كرة قدم أمريكية أمريكي، ولد في 26 مايو 1983 في تلسا في الولايات المتحدة.

## وصلات خارجية
- مارك أندرسون على موقع مرجع كرة القدم المحترفة.كوم (الإنجليزية)